# Chirindia mpwapwaensis
Chirindia mpwapwaensis là một loài bò sát trong họ Amphisbaenidae. Loài này được Loveridge mô tả khoa học đầu tiên năm 1932.